# Marylène Lieber Gabbiani
Marylène Lieber Gabbiani (* 1971) ist eine französisch-schweizerische Soziologin mit Schwerpunkten in Geschlechtertheorie und -forschung. Sie ist Professorin am Departement für Soziologie und am Institut für Gender Studies an der Universität Genf.

## Leben
Marylène Lieber Gabbiani studierte von 1991 bis 1994 Politikwissenschaften im Bachelor an der Universität Lausanne und erlangte dort 1995 einen Master-Abschluss in Sozialwissenschaften. Anschliessend verbrachte Lieber Gabbiani Studien- und Forschungsaufenthalten an der Sciences Po in Paris, der Universität für Sprachen und Kultur und der Chinesischen Volksuniversität in Peking. Dabei studierte sie die chinesische Sprache, was sie bei späteren Forschungsprojekten über die Prostitution von chinesischen Frauen in Paris anwenden konnte. Von 1999 bis 2005 promovierte Lieber Gabbiani an der Universität Versailles unter der Betreuung von Jacqueline Heinen. Für ihre Doktorarbeit erlangte sie das Prädikat summa cum laude und erhielt eine Auszeichnung. Während zweier Jahre arbeitete Lieber Gabbiani als Oberassistentin am Ethnologischen Institut der Universität Neuenburg. Da forschte Lieber Gabbiani im Rahmen eines vom Schweizerischen Nationalfonds finanzierten Postdoc-Projekts zu chinesischen Migrationsbewegungen in die Schweiz. Während fünf Jahren führte sie ihre Forschung in Taiwan und Hongkong weiter. 2012 habilitierte Lieber Gabbiani an der Universität Neuenburg zu den Anwendungen von Arbeitsnormen in der Elektroindustrie in der Volksrepublik China und in Taiwan. Nach ihrer Anstellung als ausserordentliche Professorin von 2012 bis 2019 an der Universität Genf wurde sie 2019 ebenda zur ordentlichen Professorin am Departement für Soziologie und am Institut für Gender Studies berufen. 2018 und 2019 residiert sie mit einem Rechercheprojekt zum öffentlichen Raum am L’Institut d’études avancées in Paris (IEA, Paris).

## Forschungsschwerpunkte
Schwerpunkte in Forschung und Lehre sind Geschlechtertheorien im französischsprachigen Raum, geschlechterbezogene Gewalt im öffentlichen Raum und die politische Reaktion darauf sowie Migrationsbewegungen im Allgemeinen. Mit einem Fokus auf chinesische Migrationsbewegungen hat sie zu Prostitution in Paris geforscht.

## Schriften in Co-Autorschaft (Auswahl)
- Lépinard, É., & Lieber, M. (2020). Les théories en études du genre. La Découverte.
- Delage, P., Lieber, M., Roca i Escoda, M. (2020). Contrer les violences dans le couple.
- Lieber, M., & Angeloff, T. (2012). Chinoises au XXIe siècle : ruptures et continuités. La Découverte.[5]
- Dahinden, J., Hertz, E., & Lieber, M. (2010). “Cachez ce travail que je ne saurais voir” : ethnographies du travail du sexe.[6]